# Colobodontium
Colobodontium là một chi rêu trong họ Sematophyllaceae.